# Martialia
Martialia is een geslacht van inktvissen uit de familie van de Ommastrephidae.

## Soort
- Martialia hyadesi Rochebrune & Mabille, 1889